# Arquidiócesis de Santiago del Estero
La Arquidiócesis de Santiago del Estero (en latín: Archidioecesis Sancti Iacobi de Estero) es  la Sede Primada de la Iglesia católica en Argentina. Se trata de una arquidiócesis latina. Fue erigida como Diócesis el 25 de marzo de 1907 y  el 22 de julio de 2024 como Arquidiócesis  y la bula pontificia del Papa Francisco que la constituye en Sede Primada de Argentina fue ejecutada el 7 de septiembre del 2024. Su primer arzobispo es Vicente Bokalic Iglic, de la Congregación de la Misión, quien fue designado además  Cardenal Primado de Argentina en el Consistorio de octubre del 2024. La histórica decisión del Papa Francisco  se basa en la instauración en 1570 de la primera sede episcopal de lo que hoy es Territorio Argentino en Santiago del Estero (cabecera de la primitiva Provincia Eclesiástica del Tucumán en la época del Virreinato del Perú). (...)"Durante siglos acuñó el glorioso título de “Madre de Ciudades”, y elegida para ser centro de difusión del Evangelio, siendo  también históricamente  “Madre de Diócesis” en la  República Argentina; por lo tanto, sobran razones para honrarla como la Primada”. Esto anula la Bula de 1936 que declaraba sede Primada a la Arquidiócesis de Buenos Aires e implica su traslado a la Arquidiócesis de Santiago del Estero.

## Territorio y organización
La arquidiócesis tiene 72 273 km² y extiende su jurisdicción sobre los fieles católicos de rito latino residentes en la provincia de Santiago del Estero en los departamentos de: Aguirre, Atamisqui, Avellaneda, Banda, Capital, Choya, Guasayán, Jiménez, Loreto, Mitre, Ojo de Agua, Pellegrini, Quebrachos, Río Hondo, Rivadavia, Robles, Salavina, San Martín, Sarmiento, Silípica, y la zona del departamento Figueroa que se encuentra al este del río Salado del Norte. La arquidiócesis de Santiago del Estero es una de las 10 diócesis que integran la Región Pastoral del Noroeste.
La sede de la arquidiócesis se encuentra en la ciudad de Santiago del Estero, en donde se halla la Catedral basílica de Nuestra Señora del Carmen. 
En 2020 en la arquidiócesis existían 45 parroquias agrupadas en 8 decanatos:
- Decanato Centro de la Ciudad, con 3 parroquias (a las que se suma una iglesia conventual);
- Decanato Sur de la Ciudad, con 10 parroquias;
- Decanato Norte de la Ciudad, con 8 parroquias;
- Decanato Banda, con 5 parroquias;
- Decanato Sudeste Campaña, con 6 parroquias (a las que se suma una capilla);
- Decanato Sudoeste Campaña, con 4 parroquias;
- Decanato Sur Campaña, con 5 parroquias;
- Decanato Norte Campaña, con 4 parroquias (Termas de Río Hondo, Nueva Esperanza, Pozo Hondo y Clodomira).

### Patrimonio histórico
La arquidiócesis cuenta con un patrimonio histórico rico, dentro del cual se cuenta:
- Catedral basílica de Nuestra Señora del Carmen.
- Santuario de Nuestra Señora de la Consolación de Sumampa. Es el único edificio en pie del período del Virreinato del Río de la Plata en toda la provincia de Santiago del Estero. Se trata de una reliquia de cuatro siglos. La imagen de Nuestra Señora de la Consolación de Sumampa se ubica en el mismo santuario que la conservó desde la primera hora: en un ambiente de austeridad, lejos del refinamiento urbano. El Santuario de Sumampa fue declarado Monumento Histórico Provincial por decreto acuerdo “A” 11 del 18 de julio de 1972 y declarado Monumento Histórico Nacional por decreto ley 1180 del 12 de noviembre de 1973, como un testimonio de alta valoración histórica, arquitectónica, religiosa y cultural.

- Convento, iglesia y Celda Capilla de San Francisco Solano. El templo fue construido en 1895. El complejo pertenece a la orden franciscana, y es de estilo neogótico. La celda se levanta en el ángulo noreste del convento. Guarda sus dimensiones originales de 6 m de largo, 3 m de ancho y 4 m de alto. Fue restaurada en varias ocasiones (la celda primitiva era de adobe y paja) pero se recuperaron las puertas de algarrobo. Allí se conservan la casulla, el cordón, la estola y el manípulo usados por Francisco Solano.

- Iglesia de Nuestra Señora de la Merced. Los mercedarios fueron la primera orden en radicarse en la ciudad de Santiago del Estero hacia 1563 y construyeron su iglesia con materiales de la región. En 1581 funcionó como sede transitoria del obispado. Diversos siniestros obligaron a reedificar el templo en varias ocasiones. El edificio actual se inauguró en 1836, construido por iniciativa del gobernador Felipe Ibarra, cuyos restos descansan allí. Es una iglesia de nave única, levantada sobre basamento de piedra. La fachada principal es austera, de estilo neoclásico, pero con fuerte influencia de la arquitectura popular tradicional. Posee una sola puerta con arco rebajado. Sobre el acceso, el frontis triangular, que demarca la nave, sostiene una cruz de hierro forjado y el escudo de la Orden de la Merced. La torre campanario cúbica, culmina en una cúpula. En el interior se venera una imagen de la Virgen de la Merced de mediados del siglo XIX, donada por Juan Felipe Ibarra, que custodia el bastón de mando de los gobernadores.

- Santuario del Señor de los Milagros de Mailín. Guarda la cruz del "Señor de los Milagros de Mailín", descubierta por un poblador de la zona en un hueco, a los pies de un gran algarrobo. La cruz, de madera dura, es objeto de veneración y se conserva en una preciosa urna plateada a fuego del año 1914.[6]

- Santuario de Nuestra Señora de Loreto-San Martín. La imagen original de Nuestra Señora de Loreto fue traída por los jesuitas desde el sur. La devoción proviene del culto a la Santa Casa de Nazaret o Nuestra Señora de Loreto. El santuario actual data de 1904, fecha del último traslado después de una inundación que asolara la población.[7] La imagen original fue salvada de las aguas por el presbítero Juan M. Retambay.

## Historia
La ciudad de Santiago del Estero fue erigida como Sede del Obispado del Tucumán,  el 14 de mayo de 1570 con la bula Super specula militantis Ecclesiae del papa Pío V, en lo que era el Virreinato del Perú y la antigua Gobernación del Tucumán, actual territorio argentino. Su primer obispo fue Francisco de Vitoria, elegido en 1577. La sede episcopal y la Catedral se ubicaron en Santiago del Estero, ciudad de la primitiva Provincia Eclesiástica del Tucumán.
Originalmente sufragánea de la arquidiócesis de Lima, el 20 de julio de 1609 pasó a formar parte de la provincia eclesiástica de la entonces arquidiócesis de La Plata o Charcas. El 28 de noviembre de 1697 se trasladó la sede del Obispado del Tucumán  a la ciudad de Córdoba, por lo que se considera a la arquidiócesis de Córdoba como la heredera de aquella primitiva diócesis en el actual territorio argentino, originalmente ubicada en el Virreinato del Perú, y que abarcaba el Noroeste Argentino, Cuyo, el actual Nordeste Argentino, la provincia de Córdoba, el antiguo Territorio de los Andes y el sur de la actual Bolivia.
El 25 de marzo de 1907, se erige la moderna Diocesis de Santiago del Estero con el decreto pontificio Ea est in quibusdam de la Congregación Consistorial. Fue autorizada por el decreto ley 4936 del 14 de diciembre de 1905.
Su primer obispo fue el cordobés Juan Martín Yañiz y Paz, quien tomó posesión el 17 de mayo de 1910 y estuvo al frente de la diócesis hasta su muerte, el 6 de abril de 1926. 
Originalmente sufragánea de la arquidiócesis de Buenos Aires, el 20 de abril de 1934 pasó a formar parte de la provincia eclesiástica de la arquidiócesis de Paraná y el 11 de febrero de 1957 de la arquidiócesis de Tucumán.
El 10 de abril de 1961 cedió una porción de su territorio para la erección de la diócesis de Añatuya mediante la bula In Argentina del papa Juan XXIII.
El 23 de diciembre de 2013 el papa Francisco designó a Vicente Bokalic Iglic como obispo de la diócesis de Santiago del Estero, de la que se hizo cargo el 9 de marzo de 2014.
El 22 de julio de 2024 mediante una bula expedida por el papa Francisco, la diócesis de Santiago del Estero fue elevada a arquidiócesis. También se decidió el traslado de la Sede Primada de la Iglesia Católica Argentina desde Buenos Aires a Santiago del Estero, efectuada el 7 de septiembre de 2024. La decisión estuvo basada en el hecho que en 1570 el papa Pío V creó la diócesis de Tucumán, con sede en Santiago del Estero, la primera diócesis del actual Territorio argentino, que comprendía las provincias de Córdoba, La Rioja, Catamarca, Tucumán, Santiago del Estero, Salta y Jujuy. Vicente Bokalic Iglic, quien se desempeñaba como obispo de Santiago del Estero, pasó a ser el primer Arzobispo.y luego Cardenal Primado de Argentina.

## Estadísticas
Según el Anuario Pontificio 2021 la arquidiócesis tenía a fines de 2020 un total de 714 441 fieles bautizados.
| Año                                                                             | Población            | Población | Población      | Sacerdotes | Sacerdotes    | Sacerdotes    | Bautizados por sacerdote | Diáconos permanentes | Religiosos | Religiosos | Parroquias |
| Año                                                                             | Bautizados católicos | Total     | % de católicos | Total      | Clero secular | Clero regular | Bautizados por sacerdote | Diáconos permanentes | Varones    | Mujeres    | Parroquias |
| ------------------------------------------------------------------------------- | -------------------- | --------- | -------------- | ---------- | ------------- | ------------- | ------------------------ | -------------------- | ---------- | ---------- | ---------- |
| 1950                                                                            | 655 000              | 685 712   | 95.5           | 50         | 37            | 13            | 13 100                   |                      | 23         | 42         | 27         |
| 1966                                                                            | 440 000              | 460 000   | 95.7           | 48         | 29            | 19            | 9166                     |                      | 26         | 52         | 26         |
| 1970                                                                            | 460 000              | 500 000   | 92.0           | 55         | 39            | 16            | 8363                     |                      | 18         | 48         | 30         |
| 1976                                                                            | 370 355              | 402 560   | 92.0           | 54         | 35            | 19            | 6858                     |                      | 26         | 65         | 31         |
| 1980                                                                            | 414 000              | 450 000   | 92.0           | 55         | 39            | 16            | 7527                     |                      | 21         | 83         | 32         |
| 1990                                                                            | 570 000              | 622 000   | 91.6           | 61         | 44            | 17            | 9344                     | 1                    | 21         | 80         | 37         |
| 1999                                                                            | 643 000              | 687 000   | 93.6           | 60         | 42            | 18            | 10 716                   | 15                   | 21         | 92         | 42         |
| 2000                                                                            | 510 000              | 572 000   | 89.2           | 58         | 39            | 19            | 8793                     | 14                   | 21         | 100        | 42         |
| 2001                                                                            | 514 100              | 571 234   | 90.0           | 58         | 40            | 18            | 8863                     | 15                   | 21         | 82         | 42         |
| 2002                                                                            | 586 000              | 651 241   | 90.0           | 59         | 39            | 20            | 9932                     | 15                   | 23         | 82         | 43         |
| 2003                                                                            | 586 117              | 651 241   | 90.0           | 61         | 41            | 20            | 9608                     | 16                   | 23         | 80         | 43         |
| 2004                                                                            | 586 117              | 651 241   | 90.0           | 59         | 40            | 19            | 9934                     | 16                   | 23         | 80         | 43         |
| 2010                                                                            | 605 000              | 686 000   | 88.2           | 69         | 50            | 19            | 8768                     | 14                   | 22         | 47         | 44         |
| 2014                                                                            | 647 280              | 719 200   | 90.0           | 67         | 45            | 22            | 9660                     | 11                   | 25         | 49         | 45         |
| 2017                                                                            | 679 404              | 754 893   | 90.0           | 62         | 39            | 23            | 10 958                   | 11                   | 24         | 42         | 45         |
| 2020                                                                            | 714 441              | 793 824   | 90.0           | 59         | 38            | 21            | 12 109                   | 15                   | 25         | 50         | 45         |
| Fuente: Catholic-Hierarchy, que a su vez toma los datos del Anuario Pontificio. |                      |           |                |            |               |               |                          |                      |            |            |            |

## Episcopologio
- Juan Martín Yañiz y Paz † (7 de febrero de 1910-6 de abril de 1926 falleció)
- Audino Rodríguez y Olmos † (7 de julio de 1927-3 de noviembre de 1939 nombrado arzobispo de San Juan de Cuyo)
- José Weimann, C.SS.R. † (1 de agosto de 1940-31 de marzo de 1961 falleció)
- Manuel Tato † (11 de julio de 1961-12 de agosto de 1980 falleció)
- Manuel Guirao † (20 de enero de 1981-23 de noviembre de 1994 retirado)
- Gerardo Eusebio Sueldo † (23 de noviembre de 1994 por sucesión-4 de septiembre de 1998 falleció)
- Juan Carlos Maccarone † (18 de febrero de 1999-19 de agosto de 2005 renunció)
- Francisco Polti Santillán (17 de mayo de 2006-23 de diciembre de 2013 retirado)
- Vicente Bokalic Iglic, C.M., Cardenal,  desde el 23 de diciembre de 2013

## Galería de imágenes

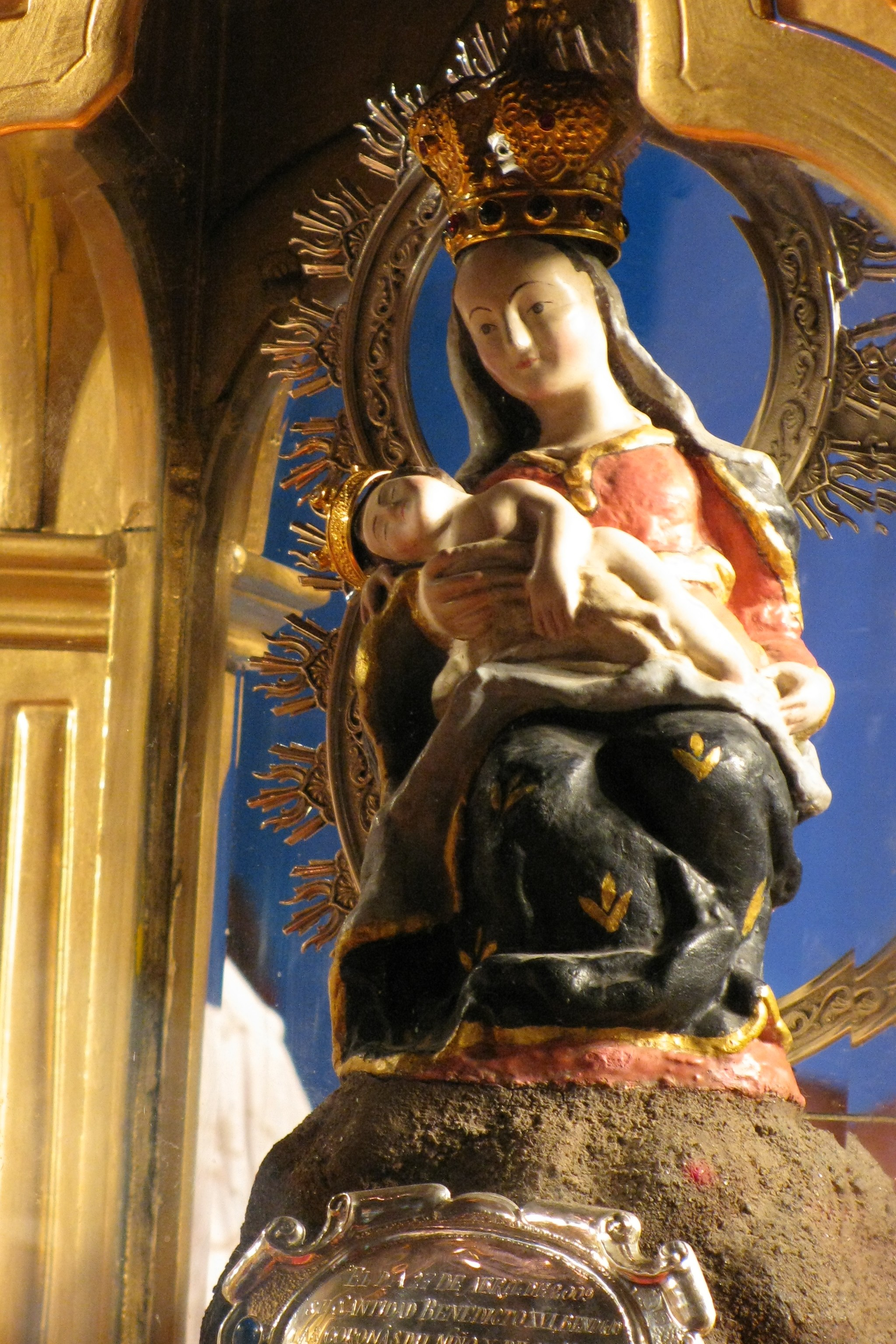
Nuestra Señora de la Consolación de Sumampa
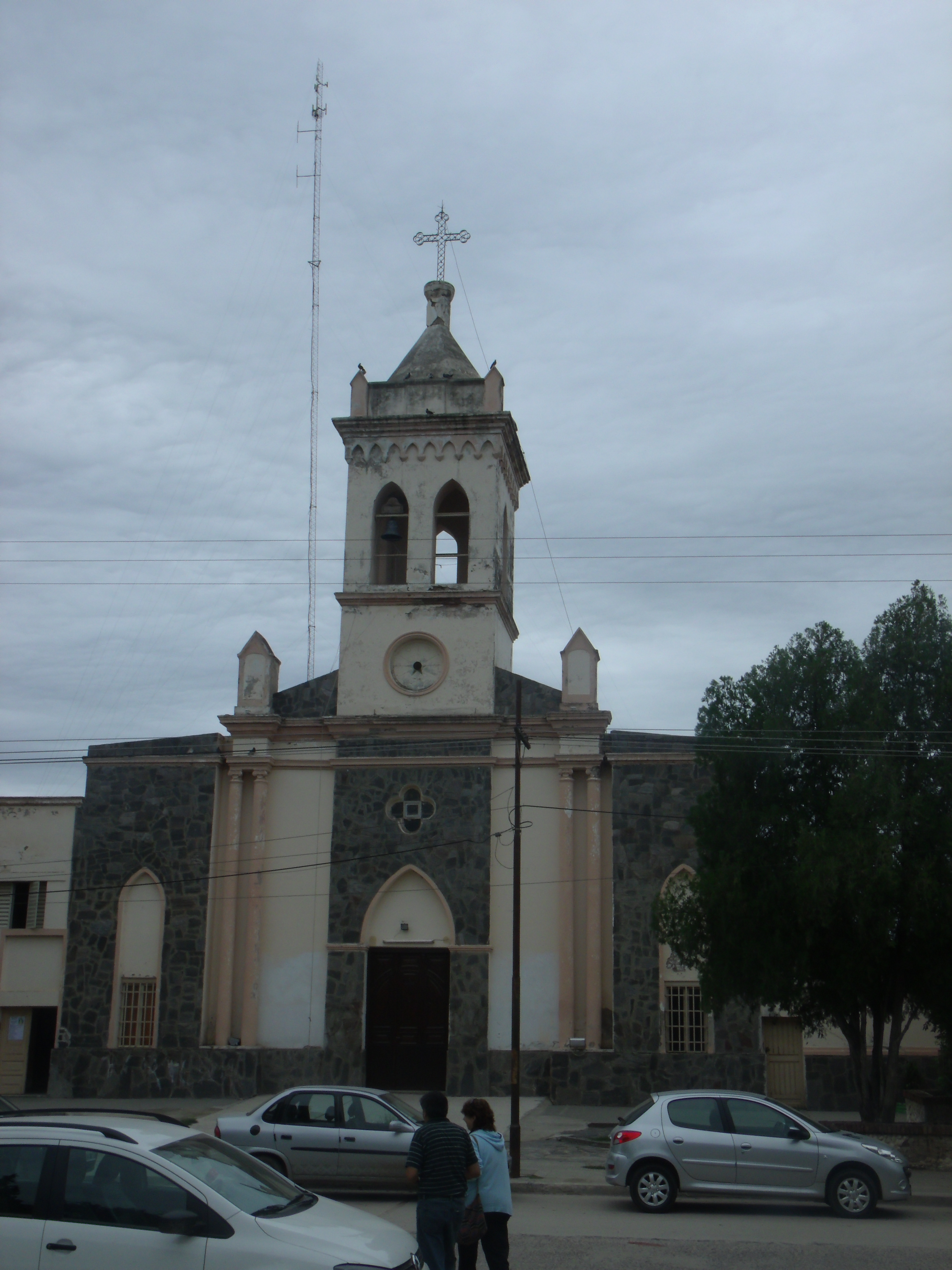
Iglesia Inmaculada Concepción de Frías
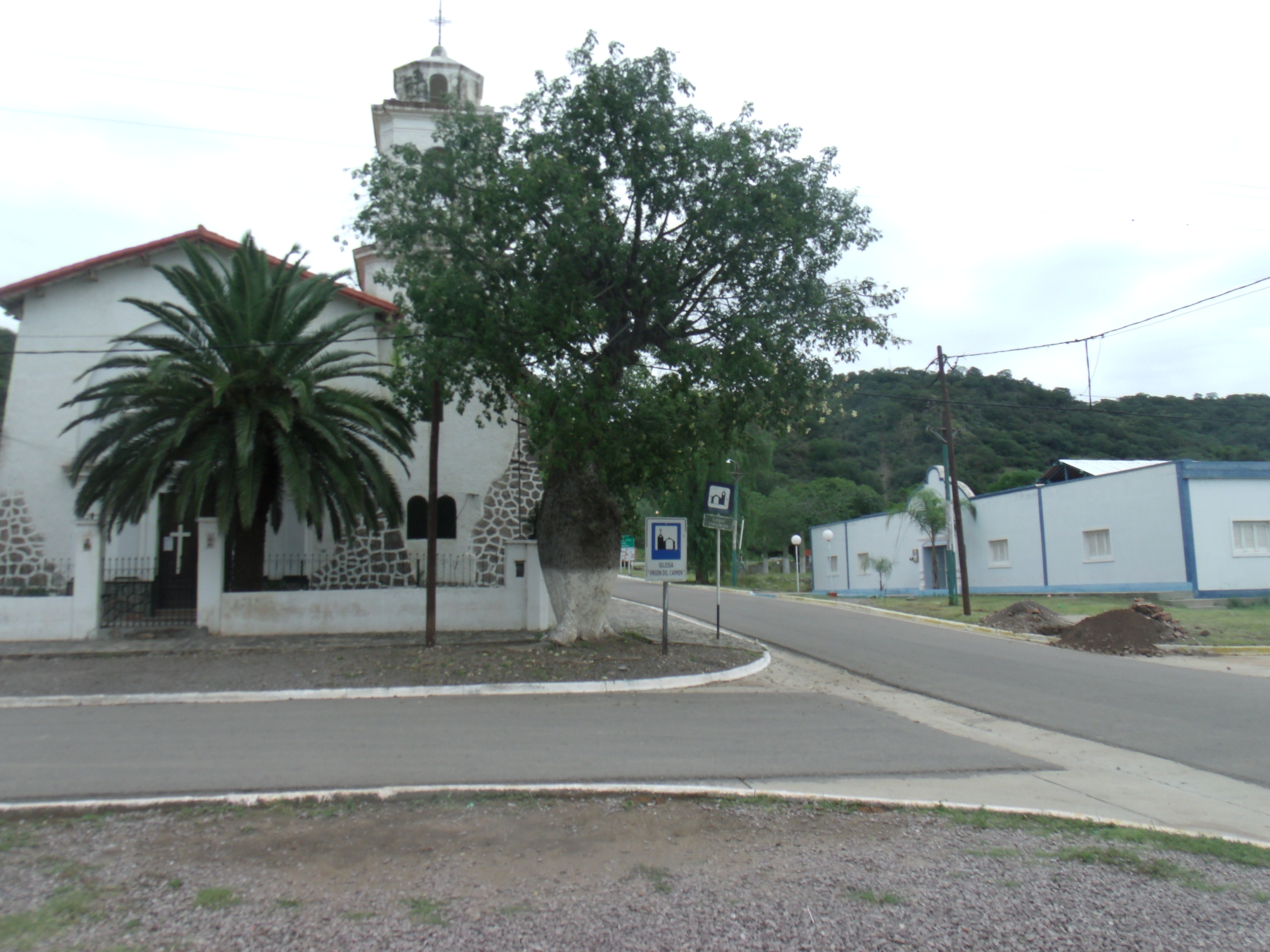
Iglesia de Villa La Punta
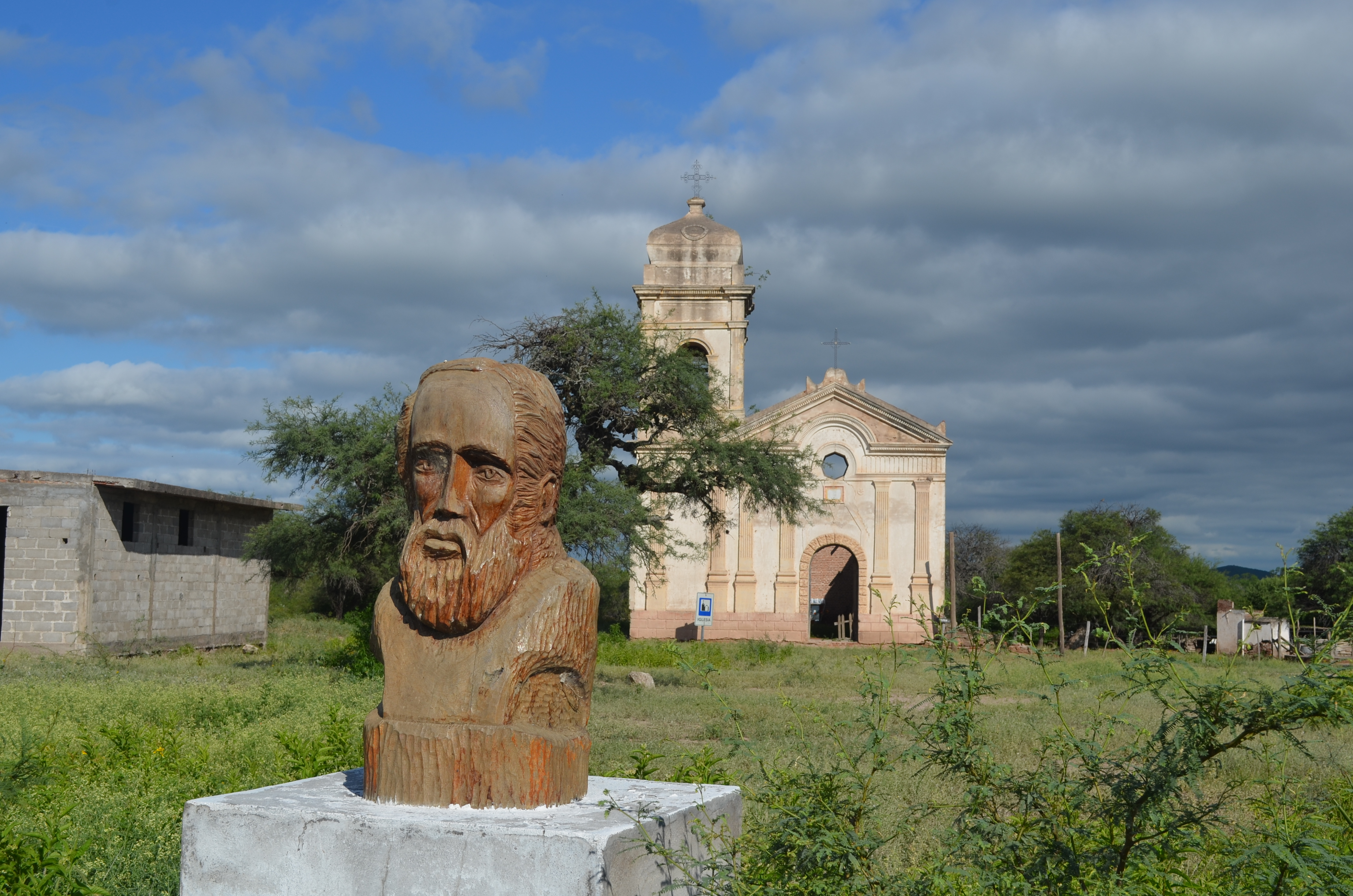
Ruinas de la iglesia de Villa Quebracho en Sumampa